# Falicsi magyar fejedelem
Falicsi vagy Fajsz (10. század eleje – 955. augusztus 10.) magyar nagyfejedelem, Árpád fejedelem unokája. 947 és 955 között uralkodott a Somogyi hercegség területén. Életének és uralkodásának körülményei ismeretlenek.

## Élete
Falicsi/Fajsz uralkodásáról Bíborbanszületett Kónsztantinosz A birodalom kormányzásáról című művében írja, hogy a követjárás idején, 948-ban Falicsi a magyarok fejedelme (arkhón, kephalé proton).
Ez az egyetlen forrás, amelyből Falicsi (Fajsz) létezéséről és fejedelemségéről értesülhetünk és mivel az idézett mű magyarokról szóló része 949 és 952 között készült (a ma leginkább elfogadott nézet szerint 950 körül) Falicsi uralkodását is erre az időszakra szokás tenni. Az uralkodás kezdetéről és végéről azonban semmilyen információnk nincsen, mint ahogyan arról sincs, hogy Falicsi előtt és után ki volt a magyar nagyfejedelem. Egy kései forrás szerint az augsburgi csatából megmenekült vezérek közül az egyik később "király" lett. Ezt az információt szokás Taksonyra vonatkoztatni és e szerint a nagyfejedelemséget 955-ben vehette át, lehetséges, hogy éppen a vereség egyik következményeként és lehetséges, hogy éppen Fajsztól.[forrás?]
Az, hogy Taksony Falicsitól vette át a főhatalmat, más meggondolásból is következik. Az ismert források alapján jogosnak tűnik az a feltételezés, hogy a főhatalom Árpád családjában – „nomád öröklési szokás” szerint – az Árpád nemzetség egyes ágai között egymás után sorban, egymást váltva öröklődött, a születés sorrendjében. Ennek alapján Árpád halálakor Tarkacsu örökölte a főhatalmat, illetve ha már nem élt, akkor a fiatalabb testvér ága. Ha feltesszük, hogy a történész császár Árpád-fiakról közölt névsora egyben születési sorrendet is jelent, akkor valóban a Jutocsa ágából származó Falicsi után a Zolta ágából való Taksonynak kellett következni.
Az, hogy az Árpád és Taksony közötti nagyfejedelmek nevét nem ismerjük, arra enged következtetni, hogy a 10. század második felében az Árpádok fejedelmi hatalma háttérbe szorult, névlegessé vált. A magyarság valódi vezetői ekkor nem a fejedelemség tisztségviselői, hanem a törzsi vezetők voltak.

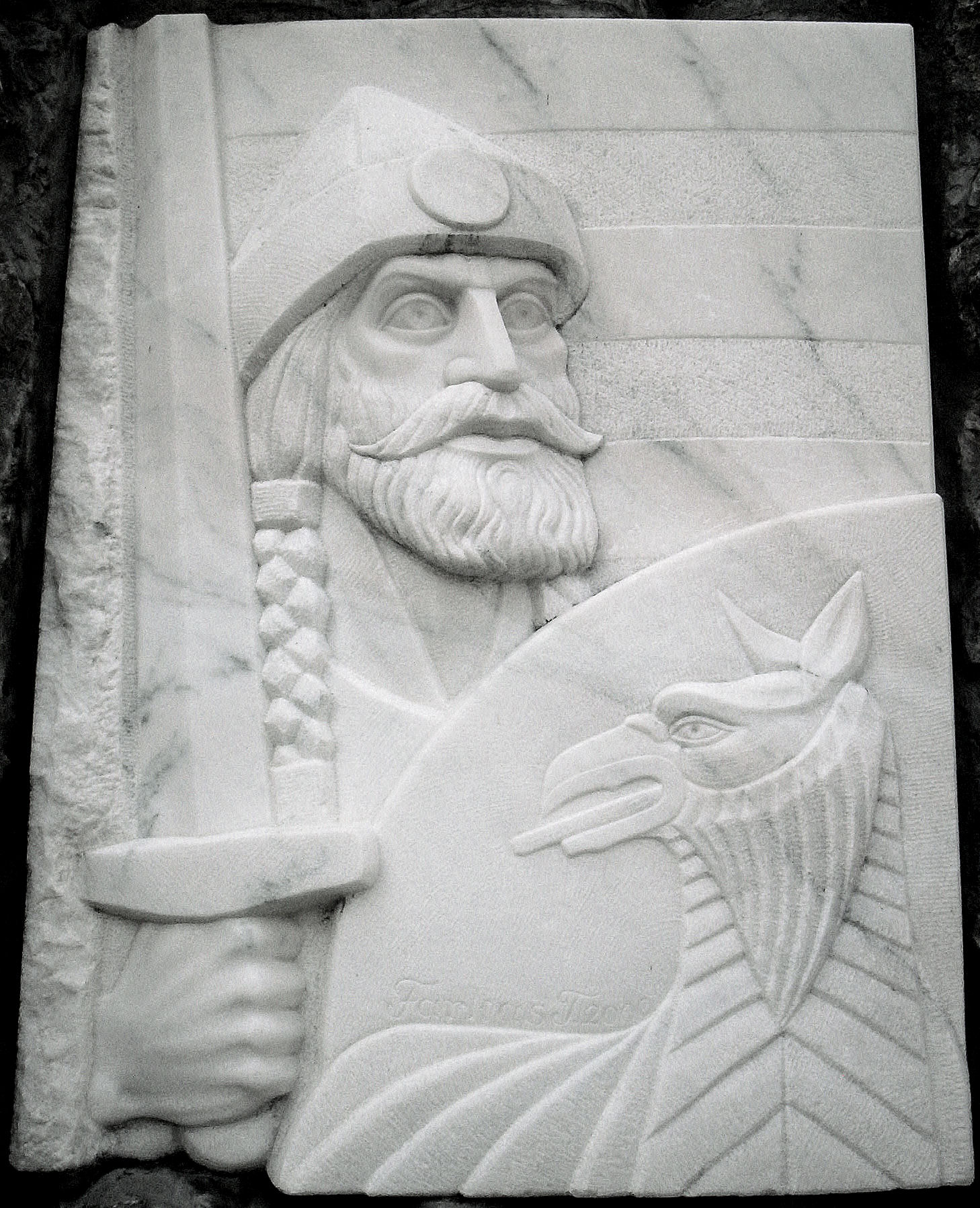
A fejedelem domborműve a Bács-Kiskun vármegyei Fajszon

Ez lehet az oka annak, hogy a magyar krónikák Árpád családjából csak alig néhány nevet őriztek meg. A Képes krónika a nagyfejedelmekről Álmos, Árpád, Taksony, Géza sorrendben tud, ami nyilvánvalóan nem felelhet meg a valóságnak. Anonymus Árpád, Zolta, Taksony sorrendje elvileg lehetséges lenne, inkább valószínű azonban, hogy a névtelen jegyző tudott Árpád és Taksony fejedelemségéről, tudta, hogy Taksony apja és Árpád fia Zolta volt és így következtette ki – a saját korában érvényes öröklési szokásból – hogy Zoltának is fejedelemnek kellett lenni.

## Bíborbanszületett Konstantin a fejedelmi családról

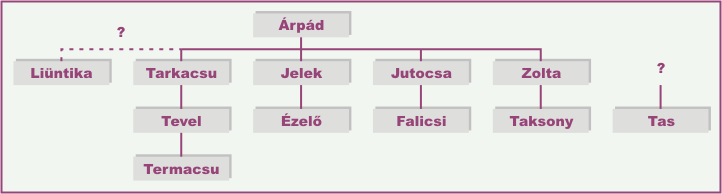
Árpád leszármazottai Bíborbanszületett Kónsztantinosz szerint

Falicsi uralkodásáról Bíborbanszületett Kónsztantinosz: A birodalom kormányzása című művének negyvenedik, "A kavarok és turkok nemzetségeiről" című fejezetében a következőt írja:
„Tudnivaló, hogy Árpád, Turkia nagy fejedelme négy fiút nemzett, az első Tarkatzú Tarkacsu/Tarhos, a második Jelekh [Jelek]/Üllő, a harmadik Jutotza Jutocsa és a negyedik Zalta Zolta.
Tudnivaló, hogy Árpád első fia,  Tarkatzú [Tarkacsu], nemzette Tebelét [Tevel], második fia, Jelekh [Jelek], nemzette Ezelekh-et [Ézelő], harmadik fia, Jutotza [Jutocsa], nemzette Falitzi-t [Falicsi], ki most fejedelem, negyedik fia, Zalta [Zolta] nemzette Takszit [Taksony].”

## Külső hivatkozások
- Atreus Bt.: Vereségek és félsikerek váltakozása

| Előző Zolta (?) | Magyar fejedelem 947 – 955 | Következő Taksony (?) |